# 京十高速动车组列车
京十高速动车组列车是中华人民共和国中国铁路高速运行于首都北京市北京西站及湖北省十堰市十堰东站的高速动车组列车，途经北京市、河北省、河南省、湖北省一市三省，客运里程1261公里。其中北京西站至十堰东站运行6小时49分，使用车次为G1589次；十堰东站至北京西站运行6小时58分，使用车次为G1590次。

## 历史
2019年12月30日，原北京西~武汉G523/514次列车运行区段调整为北京西~十堰东，车次调整为G1589/1590次。

## 使用列车
本对列车使用配属武汉局集团襄阳东动车运用所的CRH380AL。